# Сухава (Люблинское воеводство)
Суха́ва (пол. Suchawa) — село в Польше в сельской гмине Вырыки Влодавского повета Люблинского воеводства.

## География
Село располагается в 8 км от административного центра гмины села Вырыки, в 11 км от административного центра повета города Влодава и в 86 км от административного центра воеводства города Люблин.

## История
До конца Второй мировой войны большинство жителей села составляли украинцы, которые были переселены на Украину в Ровненскую область в 1946 году в рамках акции «Висла».
В 1975—1998 годах село входило в состав Хелмского воеводства.

## Население
По состоянию на 2013 год в селе проживало 329 человек.
| Перепись  | Всего   | Всего | Женщины | Женщины | Мужчины | Мужчины |
| --------- | ------- | ----- | ------- | ------- | ------- | ------- |
| Единицы   | человек | %     | человек | %       | человек | %       |
| Население | 329     |       | 154     | 46      | 175     | 54      |

## Известные жители и уроженцы
- Зинчук, Николай Филиппович (1928—2014) — Герой Социалистического Труда.
- Хмельник, Яцек (1953—2007) — польский актёр

## Достопримечательности
- Православное кладбище, на котором находится церковь иконы Казанской Богородицы (в настоящее время — филиал католического влодавского прихода Пресвятого Сердца Иисуса).